# Corno Balmen
Corno Balmen (em alemão:  Balmenhorn ), é um dos picos do Monte Rosa, cujo maciço faz de fronteira Itália-Suíça, de um lado com o Piemonte e a Vale de Aosta, Itália e do outro com o Valais, Suíça.
Com 4 167 m, curiosamente não faz parte segundo a União Internacional das Associações de Alpinismo (UIAA) dos cumes dos Alpes com mais de 4000 m.
O Corno Balmen é bastante conhecido por se encontrar no seu cume a majestosa imagem do Cristo dos Cumes assim como o Bivaque Felice Giordano.
A via de montanha normalmente utilizada começa na Cabana Gnifetti tomando a direcção da Cabana da Rainha Margarida.